# HMS Queen Charlotte (1790)
HMS Queen Charlotte – brytyjski okręt liniowy z przełomu XVIII i XIX wieku, zwodowany w 1790 roku.
Okręt miał 2279 t wyporności, był uzbrojony w 42 armaty 12-funtowe, 28 armat 24-funtowych i 30 32-funtowych, umieszczonych na trzech pokładach bateryjnych. Załogę stanowiło 850 ludzi.
Okręt wszedł do służby w roku 1790 i brał udział w walkach z Hiszpanią.
W 1793 roku Wielka Brytania przystąpiła do wojny przeciw rewolucyjnej Francji, stając się główną siłą koalicyjnej floty. Wskutek blokady portów francuskich zapanował w tym kraju głód. Francuska flota z Brestu podjęła próbę przełamania blokady i wprowadzenia do portu konwoju z żywnością z Antyli. Dowodzący flotyllą brytyjską admirał Richard Howe nakazał zatrzymanie francuskich okrętów. Bitwa pod Ushant miała miejsce 1 czerwca 1794 roku. Brytyjczycy zmusili Francuzów do ucieczki, jednak flota francuska zdołała wprowadzić do Brestu konwój z żywnością.
23 czerwca 1795 okręt brał udział w kolejnym starciu, pod Groix, gdzie Brytyjczycy usiłowali wysadzić desant rojalistów.
W 1797 roku, 16 kwietnia, marynarze na „Charlotte” rozpoczęli bunt wobec dowództwa floty, żądając zwiększenia żołdu i poprawy warunków socjalnych. W połowie maja, wobec niedotrzymania przez władzę uzgodnień marynarze zbuntowali się ponownie, ale po namowach admirała Alexandra Hooda zakończyli akcję nieposłuszeństwa.
W listopadzie 1799 okręt wypłynął na Morze Śródziemne, by w lutym 1800 wziąć udział w blokadzie francuskiej Malty. 17 marca 1800 roku o 6:20 na pokładzie okrętu wybuchł pożar. Wśród załogi wybuchła panika, jedynie część marynarzy została zaangażowana przez oficerów do gaszenia ognia, jednak o godzinie 11:00 pożar dotarł do magazynu prochu. W wyniku eksplozji okręt szybko zatonął.
Z powodu obawy o możliwość padnięcia ofiarą eksplozji do rozbitków w morze wypłynęło niewiele łodzi. W efekcie katastrofy zginęło, bądź  utonęło, 673 ludzi, w tym kapitan okrętu Andrew Todd. Ocalało 154 marynarzy.
Sąd wojskowy ustalił, że przyczyną pożaru było przypadkowe zaprószenie ognia, a powodem późnego dostrzeżenia ognia brak odpowiedniej dyscypliny wśród załogi.